# 木造町立菊川小学校
木造町立菊川小学校（きづくりちょうりつ きくがわしょうがっこう）は、青森県西津軽郡木造町菊川にあった公立小学校。

## 沿革
- 1876年（明治9年） - 菊川村の民家を借用し、菊川小学として発足。
- 1886年（明治19年）8月 - 柴田尋常小学校に吸収統合される。
- 1895年（明治28年）8月 - 柴田尋常小学校が火災により、焼失。これを機に「菊川小学」独立の機運が高まる。
- 1896年（明治29年）7月5日 - 菊川尋常小学校として、再発足。校舎は、石田五十司氏より土地を借り、建築した。当時の学区は、菊川・平野・近野・千代田・遠山の5地区。
- 1910年（明治43年）4月1日 - 近野学区が、柴田尋常小学校学区へ編入。
- 1911年（明治44年）
  - 7月4日 - 新校舎建設着工。
  - 11月5日 - 新校舎完成。
- 1922年（大正11年）9月 - 便所改築工事。
- 1938年（昭和13年）
  - 校舎改築及び体育館新築工事着工。
  - 11月13日 - 工事完成。
- 1941年（昭和16年）4月1日 - 国民学校令により、菊川国民学校に改称。
- 1947年（昭和22年）
  - 4月1日 - 学校教育法施行（新学制発足）により、柴田村立菊川小学校と改称。同日、菊川中学校を併置。
  - 9月12日 - PTA発足。
- 1950年（昭和25年）
  - 4月1日 - 菊川中学校は、柴田中学校に統合。
  - 10月2日 - 柴田中学校移転。
- 1955年（昭和30年）4月1日 - 木造町立菊川小学校と改称（柴田村が木造町に合併されたのは3月30日）。
- 1957年（昭和32年）6月18日 - 校舎補強工事実施（6月20日まで）。
- 1958年（昭和33年）11月24日 - 職員室増改築工事実施（12月18日まで）。
- 1959年（昭和34年）
  - 5月18日 - 校舎新築工事開始。
  - 10月3日 - 新校舎完成引き渡し。
  - 10月24日 - 4学年から6学年児童を新校舎に移転。
  - 11月12日 - 1学年から3学年児童を移転。
- 1960年（昭和35年）
  - 8月24日 - 校舎建設残工事開始。
  - 8月29日 - 旧校舎2教室解体。
  - 12月3日 - 新校舎工事完了。
  - 12月6日 - 2学年と3学年児童を新校舎に移転。
- 1961年（昭和36年）
  - 4月26日 - 旧校舎解体工事作業開始（4月30日まで）。
  - 4月27日 - 新便所使用。
  - 9月6日 - 校舎増築工事開始。
  - 12月18日 - 新校舎完成。
- 1963年（昭和38年）
  - 10月20日 - 体操場移転。
  - 12月23日 - 新校舎全工事完了。これをもって移転も完了。
- 1964年（昭和39年）5月17日 - 体操場屋根をトタン葺きにする工事実施（5月23日まで）。
- 1965年（昭和40年）7月5日 - 新校舎新築落成式挙行。
- 1966年（昭和41年）7月5日 - 創立70周年記念式典挙行。
- 1968年（昭和43年）4月1日 - 近野学区が、柴田小学校の学区に編入。
- 1976年（昭和51年）7月5日 - 創立80周年記念式典挙行。
- 1979年（昭和54年）7月24日 - プール落成式。
- 1985年（昭和60年）
  - 7月5日 - 保健室改修工事（7月9日まで）。
  - 7月10日 - プールポンプ補修、プール側溝及び門を修理（7月12日まで）。
- 1986年（昭和61年）
  - 11月
    - 10日 - 体育館床修理工事（13日まで）。
    - 12日 - 廊下の柱補強。
    - 27日 - 校舎内外の補修（28日まで）。
- 1988年（昭和63年）
  - 8月6日 - グランドピアノが寄贈される（搬入は10日）。
  - 8月20日 - 児童玄関内装及び音楽室天井改修工事実施（8月31日まで）。
- 1990年（平成2年）
  - 7月5日 - 開校94周年記念式典挙行。
  - 9月 - 体育館・音楽室渡り廊下屋根トタン張り替え。ビデオ放送設備取付。灯油配管工事実施。
- 1991年（平成3年）8月 - 前年度残り分の屋根張り替え工事実施。
- 1992年（平成4年）11月24日 - 電気配線工事（更新）完了。
- 1995年（平成7年）
  - 8月3日 - プログラムタイマー取り替え。
  - 9月14日 - 教室内照明器具増設。
- 1996年（平成8年）
  - 5月26日 - 百周年記念大運動会開催。
  - 5月31日 - 記念植樹（ナナカマド）を行う。
  - 7月7日 - 創立百周年記念式典と祝賀会開催。
  - 9月12日 - 町建設課によるグランド整地を行う。
- 2002年（平成14年）3月31日 - 本校と出来島・吹原・越水・下福原・柴田の各小学校が統合した穂波小学校開校により、閉校。

## 学区
- つがる市木造地区（旧木造町）の旧柴田村の広範囲。

## 周辺
- 田畑のみ。

## アクセス
閉校時点
- JR五能線木造駅から約5.5km、車で約10分。
- 木造町役場から約4.1km、車で約8分。
- 弘南バス出来島線「菊川北口」バス停下車後、目の前。

## 参考資料
- 『創立百周年記念誌「真実の道をふみわけて」』（菊川小学校・1997年2月1日発行）19頁「学校沿革図」と20頁から31頁「菊川小学校百年の沿革(年表)」
- 「学校沿革 小学校 菊川小学校」『青森県教育史 別巻』青森県教育委員会、1973年12月20日、767頁。ASIN B000J7JCJY。